# Papuanella watera
Papuanella watera är en insektsart som beskrevs av Medler 2000. Papuanella watera ingår i släktet Papuanella och familjen Flatidae. Inga underarter finns listade i Catalogue of Life.